# Ampriani
Ampriani település Franciaországban, Haute-Corse megyében. Lakosainak száma 23 fő (2022. január 1.). Ampriani Zalana, Pietraserena és Zuani községekkel határos.

## Népesség
A település népességének változása:
| Lakosok száma | 34   | 36   | 31   | 9    | 16   | 20   | 24   | 25   | 25   | 23   |
|               | 1968 | 1982 | 1990 | 2006 | 2013 | 2015 | 2017 | 2019 | 2020 | 2022 |